# Coxicerberus remanei
Coxicerberus remanei är en kräftdjursart som först beskrevs av Chappuis, Delamare-Deboutteville 1952.  Coxicerberus remanei ingår i släktet Coxicerberus och familjen Microcerberidae. Inga underarter finns listade i Catalogue of Life.